# Istoria Uniunii Europene

## Influențe anterioare anului 1945

Încercări de unificare ale națiunilor Europei, care să preceadă statele moderne, au fost numeroase de-a lungul istoriei continentului, începând imediat după prăbușirea Imperiului Roman. Varietatea deosebită a limbilor și culturilor europene, la care s-a adăugat interesul local a numeroși lideri, principi și monarhi a făcut ca indiferent cum aceaste uniri s-ar fi făcut, evident cel mai adesea prin cuceriri militare, acestea să fie sortite eșecului, mai devreme, sau mai târziu.

## Crearea și evoluția construcției europene
Construcția Uniunii Europene este marcată de procese de integrare complexe, însă această secțiune va puncta doar momentele cele mai importante pentru procesul integrării europene, începând din anii 1950 și mergând până în perioada prezentă, când ratificarea Tratatului de la Lisabona va marca aprofundarea Uniunii.
„Părinții fondatori” au conceput construcția europeană pornind de la cultura antică romană, potrivit căreia relațiile dintre oameni trebuie guvernate de preceptele unui drept construit cu rigoare și claritate, în acest sens dreptul comunitar devine fundamentul construcției europene, așa cum este el determinat în Tratate, ori în hotărârile adoptate de instituțiile abilitate, stabilind competențe pentru instituții, reguli ale raporturilor reciproce dintre ele, precum și dintre ele și statele membre. Asemeni oricărui alt sistem de drept și cel comunitar se schimbă odată cu evoluția socială, îmbogățindu-se  mereu, în principal prin procedura de revizuire a Tratatelor. 
Tratatele Uniunii Europene au o componentă politică și economică, sunt deschise (permit aderarea la UE), sunt încheiate între state și organizații internaționale, stabilind modul de funcționare a instituțiilor UE precum și principiile care stau la baza funcționării lor. O parte din tratatele CE/ UE au avut rolul de a înființa noi structuri (tratatele fondatoare), altele de a amenda tratatele în vigoare (tratate modificatoare) sau de a mări numărul satelor membre (tratate de aderare).
Comunitățile Europene: Comunitatea Europeană a Cărbunelui și Oțelului (CECO), Comunitatea Europeană (CEE) și Comunitatea Europeană a Energiei Atomice (EURATOM) au reprezentat fundamentul construcției europene. Ĩn pofida faptului că inițial măsurile Comunităților  vizau doar sfera  economică, acestea au evoluat spre o cooperare politică. Prin „sintagma Comunităților Europene” se înțelegea un ansamblu de organizații internaționale bazate pe integrarea economică a  statelor și pe o limitare a suveranității acestora , în beneficiul unor obiective și instituții comune. Statelor –națiune nu li s-a cerut să renunțe la suveranitatea lor, ci să transfere din competențe unei comunități superioare.
Comunitățile Europene au reprezentat nucleul Uniunii Europene, instituită prin Tratatul de la Maastricht, semnat la 7 februarie 1992. Deși cele trei Comunități prezentau caractere generale comune, acestea au fost instituite prin tratate distincte, fiecare având propriul său regim juridic. 
În ceea ce privește sistemul instituțional, Tratatul CECO a creat instituții majoritar supranaționale: Ĩnalta Autoritate, Consiliul de Miniștri , Adunarea parlamentară și Curtea de Justiție.  Asemeni modelului federalist, sistemul instituțional era format din organe superioare celor din statele membre, având competența de a reglementa direct situația juridică a statelor și a întreprinderilor din industria siderurgică. CEE și CEEA erau dotate cu un sistem instituțional propriu, format din câte un Consiliu, o Comisie, o Adunare și o Curte de Justiție. Anumite instituții, respectiv Curtea de Justiție a Comunităților Europene și Adunarea parlamentară deveneau comune CECO, CEE și CEEA. Fiecare comunitate avea însă propria Comisie și propriul Consiliu, din considerente care țineau de atenuarea elementului supranațional. Această situație va dura până în 1967 când va intra în vigoare Tratatul instituind un Consiliu unic și o Comisie unică a Comunităților Europene.
Declarația Ministrului francez al afacerilor externe, Robert Shuman, de la 9 mai 1950 a reprezentat un veritabil plan  politic, care fundamenta „ bazele intelectuale și juridice ale construcției comunitare" . Lui Shuman îi poate fi atribuit meritul susținerii politice a acestui proiect, însă conceperea sa i-a aparținut lui Jean Monnet. Acesta a creat în 1945 planul de revitalizare a industriei și economiei franceze prin controlul asupra producției germane de cărbune și oțel. În concret Franța propunea punerea în comun a acestor producții sub gestiunea unei autorități comune, supranaționale și independente, în cadrul unei organizații deschise și altor state europene, în vederea obținerii unor soluții comune. Elementul novator, în comparație cu celelalte organizații ale epocii îl reprezenta integrarea  „o nouă formă de fuziune, într-un ansamblu a părților componente care pierd în anumite domenii propria lor individualitate”. Pentru început integrarea vizată era una economică și sectorială, însă aceasta era privită ca o etapă către integrarea politică. Conform Metodei Monnet „integrarea economică premerge integrării politice, iar integrarea sectorială anunță integrarea globală” . Părinții fondatori au intuit strânsa legătură dintre economic și politic.
Prin Tratatul de fuziune ( 1967) s-a creat entitatea „ Comunitățile europene” ea deveninând astfel o personalitate juridică.  Acesta a  fost urmat de Actul Unic European, document deosebit de important (1985), care a marcat un nou pas în evoluția construcției comunitare, întrucât a contribuit la reformarea instituțiilor comunitare și la extinderea competențelor acestora în noi domenii, reprezentând în același timp și o premisă importantă în vederea   realizării Uniunii Europene.
Asa cum desăvârșirea pieței interioare a fost proiectul Actului Unic, prin Tratatul de la Maastricht se dorea realizarea unei uniuni din ce în ce mai strânse  între popoarele Europei în care deciziile să fie adoptate cât mai aproape de cetățeni. Prin Tratatul de la Maastricht (1992) se creeză o Uniune Europeană fondată  pe comunitățile europene și completată prin formele de cooperare și politice prevăzute de tratat. UE era o construcție pe trei piloni: Comunitatea Europeană, Politica Externă și de Securitate Comună (PESC) și cooperarea în materie de justiție și afaceri interne ( JAI) , însă coerența și unitatea erau asigurate prin cadrul instituțional unic. Tratatul deschide o nouă etapă în integrarea europeană, consolidând legitimitatea democratică a instituțiilor și dimensiunea socială a Uniunii, permițând lansarea integrării politice: instituie cetățenia europeană, generalizează principiul subsidiarității și al proporționalității, ca principii funcționale ale Uniunii Europene, rolul Parlamentului este consolidat, tot în plan instituțional Tratatul ridică Curtea de Conturi la rang de instituție.
În procesul evolutiv al integrării europene, adoptarea Tratatului de la Amsterdam (1997) se înscrie ca un moment important, care aduce elemente semnificative în reforma instituțiilor comunitare în adâncirea  integrării, în perspectiva extinderii comunităților prin primirea de noi state, în special din centrul și estul Europei, lăsând însă în urmă teme importante care vor fi soluționate de următorul Tratat.
Aportul esențial al Tratatului de la Nisa (2000) a fost dat de reformarea cadrului instituțional al Uniunii, fapt ce a făcut posibilă extinderea Uniunii la un număr impresionant de state.
Un alt moment ce ar fi putut deveni esențial pentru evoluția Uniunii Europene era adoptarea Constituției Europene, această idee a fost însă abandonată , respectând dorința cetățenilor exprimată prin referendumuri negative.  Esența acesteia a fost, însă preluată de Tratatul de Reformă (2007). Uniunea Europeană rezultată  integrează fosta Comunitate Europeană, Politica externă, de securitate și de apărare comună și Cooperarea polițienească și judiciară în materie penală, într-o structură care se dorește a fi unitară.
Realizările Tratatului de la Lisabona pot fi sintetizate în patru elemente: o Europă mai democratică și mai transparentă prin sporirea puterii Parlamentului European (extinderea procedurii codeciziei) și a cetățenilor (inițiativa cetățenească), o  Europă mai eficientă grație modificărilor instituționale, o Europă a drepturilor și valorilor, a libertății, solidarității și securității (includerea Cartei Drepturilor Fundamentale în legislația europeană primară), Europa ca și actor pe scena globală (instituirea funcției de Ĩnalt Reprezentant al Uniunii Europene pentru Afaceri Externe și Securitate Comună, susținut de un Serviciu European pentru Acțiune Externă,). Este important de menționat faptul că  Tratatul de Reformă instituie personalitatea juridică a Uniunii Europene, ridică la rangul de instituție Consiliul European, precum și Banca Centrală Europeană, iar funcția de președinte a Consiliului European este transformată în una permanentă de Președinte al Uniunii, cu un mandat de doi ani și jumătate. 
Tot ceea ce s-a realizat până acum este rezultatul unui efort comun, aparținând națiunilor componente, esența construcției europene fiind  continuitatea, conform principiului „ ever closer union” enunțat de fondatorii Uniunii Europene. Cele două dimensiuni majore ale construcției europene sunt aprofundarea și extinderea. Procesele implicate sunt de natură complexă: economică, politică, socială, culturală. Aprofundarea presupune adâncirea integrării economice, iar acest proces nu se poate realiza fără o adâncire a integrării politice, însă aceasta din urmă nu poate fi posibilă fără contribuția cetățenilor europeni. Respingerea Tratatului Constituțional, precum și dificultățile întâmpinate înaintea ratificării Tratatului de Reformă, au arătat că nu este posibilă aprofundarea Uniunii Europene fără aportul cetățenilor, fără democratizarea procesului de construcție europeană.